# Hørren, dens Dyrkning og Behandling
Hørren, dens Dyrkning og Behandling er en dansk undervisningsfilm fra 1940 med instruktion og manuskript af J.C. Lunden, Dines Hansen.

## Handling
Hele produktions- og bearbejdningsprocessen af hør gennemgås.